# Plaine indo-gangétique

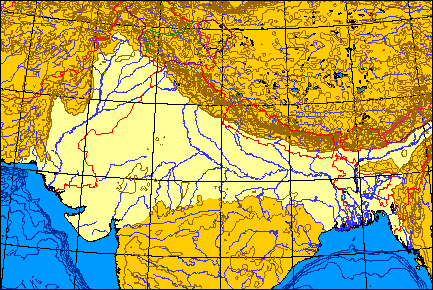
Carte de la plaine indo-gangétique à travers le sous-continent indien.

La plaine indo-gangétique est une plaine d'Asie couvrant la partie orientale et méridionale du Pakistan, le Nord de l'Inde , la quasi-totalité du Bangladesh et le sud du Népal (Teraï). Très fertile hormis en ce qui concerne le désert du Thar, c'est l'une des zones les plus densément peuplées au monde et regroupe plusieurs grandes villes comme Karachi et Lahore au Pakistan, Delhi, Lucknow et Calcutta en Inde et Dacca au Bangladesh. Elle tire son nom du Gange et de l'Indus, les deux principaux fleuves qui la drainent.

## Géographie

### Géographie physique

#### Relief
Elle est bordée :
- à l'ouest par les montagnes du Kirthar, Brahui et Sulaiman ;
- au nord par l'Himalaya ;
- à l'est par le Purvachal et les monts Khasi-Jaintia ;
- au sud par le golfe du Bengale, le Deccan et la mer d'Arabie.

La région fertile de Terraï est l'extension népalaise de la plaine, un piémont himalayen s'étendant aussi au nord de l'Inde, qui se prolonge à l'Est avec les Dooars. Les principaux fleuves et rivières qui drainent la plaine sont le Gange, l'Indus, la Beas, la Yamuna, la Gomtî, la Ravi, la Chambal, la Sutlej et la Chenab.

#### Faune
Jusqu'à une date récente, les espaces ouverts de la Plaine indo-gangétique abritaient plusieurs espèces d'animaux de grande taille : un grand nombre d'herbivores, parmi lesquels les trois rhinocéros d'Asie (Rhinocéros indien, Rhinocéros de Java, Rhinocéros de Sumatra). Ces plaines ressemblaient alors encore beaucoup à l'Afrique d'aujourd'hui, et l'on y trouvait de grands troupeaux d'Éléphants d'Asie, de gazelles, d'antilopes et de chevaux, voisinant avec d'autres ruminants comme l'aurochs aujourd'hui disparu. Les forêts abritaient plusieurs espèces de sanglier, de cerfs et de muntjacs. Le lit majeur du Gange était peuplé de grands troupeaux de buffles broutant la prairie, et d'hippopotames.
Une telle faune ne manquait pas d'entretenir une faune de prédateurs variée : Loups des Indes (ou loup gris indien), dholes, hyènes rayées, guépards et lions chassaient dans les plaines, tandis que le tigre du Bengale et le léopard chassaient en forêt ; quant à l'Ours lippu, il se nourrissait de termites dans ces deux écosystèmes. Le Gange et sa faune piscicole pouvait nourrir de grandes populations de Gavials, de Crocodiles des marais et de Sousoucs.

### Géographie humaine
Le sol est riche en limon, faisant de la plaine l'une des plus grandes zones agricoles du monde. Cependant, même ces espaces ruraux sont très peuplés.
Les cultures poussant sur la plaine indo-gangétique sont en premier lieu le riz et le blé, via le système de rotation des cultures. Les autres cultures incluent le maïs, la canne à sucre et le coton. La principale source de pluie est la mousson provenant du sud-ouest, qui est habituellement suffisante pour l'agriculture, à l'exception des périodes de sécheresse occasionnelles. Les nombreux cours d'eau descendant des pentes de l'Himalaya fournissent de l'eau pour la plupart des travaux d'irrigation.

## Histoire
La région est aussi connue pour être le berceau de la civilisation de la vallée de l'Indus et de l'Inde antique. Les terrains plats et fertiles ont favorisé la croissance et l'expansion des empires, comme le royaume Magadha, les empires Maurya et Gupta, la cité de Kânnauj, le sultanat de Delhi et l'empire moghol. Tous ces empires ont eu leurs centres politiques et démographiques dans la plaine indo-gangétique. Les Britanniques et indépendantistes indiens avaient également leurs centres ici (d'abord à Calcutta puis à New Delhi).

## Démographie
Les langues de la plaine indo-gangétique les plus parlées sont les langues indo-aryennes ; de nos jours l'hindi, l'ourdou (le hindoustani parlé) et le bengali sont les principales linguae francae de cette région. De plus, il existe une grande variété de langues régionales qui dans de nombreux cas forment un continuum linguistique les unes avec les autres. Autant l'hindouisme que l'islam sont largement représentés, la plaine étant aussi le berceau du sikhisme, bouddhisme et jaïnisme.
Les plus importantes villes de la plaine indo-gangétique sont : Calcutta, Delhi, Karachi, Dacca, Rawalpindi-Islamabad, Ahmedabad, Lucknow, Ludhiana, Kanpur et Patna.